# Кыннуярв
Кыннуярв (также Кынну, Кадака, Кыргераба) (эст. Kõnnujärv) — овальное озеро в деревне Рабивере волости Кохила. Площадь озера 45 га. Площадь водосборного бассейна 308,7 км². Длина 260 м, ширина 240 м. Глубина до 4 м. С южного берега к озеру примыкает болото Кынну (которое называют также болото Сели), которое образовалось вследствие зарастания озера. В 1961 году озеро и его окрестности были взяты под охрану. В 1981 году озеро вошло в состав Ландшафтного заповедника Рабивере. Озеро является самым популярным местом отдыха в пределах этой охраняемой территории. Основными негативными факторами влияющими на озеро являются замусоривание его берегов, создание несанкционированных парковок и мест для костра.